# Международная ассоциация исследователей геноцида
Международная ассоциация исследователей геноцида — американская международная неправительственная организация, целью которой является исследовать природу, причины и последствия геноцида и меры её предотвращения. На 2023 год президентом организации является Мелани О’Брайен англ. Melanie O'Brien.

## История
Основана в 1994 году Израэлем Чарни, Хелен Фейн (первый президент), Робертом Мелсон и Роджером Смитом для совместной оценки сравнительных исследований, недавних работ, связей между геноцидом и другими нарушениями прав человека, а также предупреждений и наказаний геноцида.
Основной целью ассоциации является привлечение учёных, активистов, художников, жертв геноцида, журналистов, юристов и государственных деятелей к изучению геноцида, а в качестве конечной цели — его предотвращению. Членство открыто для желающих по всему миру.
В 1997 году ассоциация единогласно приняла официальную резолюцию о признании геноцида армян, а также направила официальное письмо об этом премьер-министру Турции Реджепу Эрдогану. В декабре 2007 года организация приняла очередную резолюцию, повторно подтверждающую геноцид армян, а также официально признающую геноцид греков и ассирийцев.

## Сотрудники
- Президент: Мелани О’Брайен англ. Melanie O'Brien
- Первый вице-президент: Армен Марсубян
- Второй вице-президент: Тимоти Уильямс
- Секретарь: Элисенда Кальвет Мартинес
- Казначей: Джулия Уайт

### Бывшие президенты
- Уильям Шабас[англ.]
- Хелен Фейн[англ.]
- Фрэнк Чалк
- Робертом Мелсон
- Роджер Смит
- Израэль Чарни
- Грегори Стэнтон

## Genocide Studies and Prevention: An International Journal
Ассоциация издаёт научный журнал «Исследования и предотвращение геноцида» (англ. Genocide Studies and Prevention: An International Journal).